# The English Baroque Soloists
The English Baroque Soloists est un orchestre anglais jouant sur instrument d'époque les œuvres des répertoires baroque et classique.

## Historique
Fondé en 1978 par John Eliot Gardiner, l'orchestre occupe très vite une place majeure dans la redécouverte de la musique baroque et de la période classique.
En 1982, l'orchestre crée avec le Monteverdi Choir l'opéra Les Boréades de Rameau. En 2000, à l'occasion du 250e anniversaire de la mort de Jean-Sébastien Bach, il accompagne à nouveau ce chœur pour une intégrale des cantates de Bach. Les enregistrements réalisés ont été publiés sous le label de John Eliot Gardiner, Soli Deo Gloria.